# Liste der Biografien/Cols
Liste der Biografien |
Portal Biografien |
Personensuche
# |
A |
B |
C |
D |
E |
F |
G |
H |
I |
J |
K |
L |
M |
N |
O |
P |
Q |
R |
S |
T |
U |
V |
W |
X |
Y |
Z |
?
 
Ca |
Cb |
Cc |
Ce |
Ch |
Ci |
Cj |
Ck |
Cl |
Cm |
Cn |
Co |
Cr |
Cs |
Ct |
Cu |
Cv |
Cw |
Cy |
Cz
 
Coa–Cod |
Coe–Cok |
Col |
Com |
Con |
Coo–Coq |
Cor |
Cos |
Cot |
Cou |
Cov |
Cow |
Cox |
Coy |
Coz
 
Cola |
Colb |
Colc |
Cold |
Cole |
Colf |
Colg |
Colh |
Coli |
Colk |
Coll |
Colm |
Coln |
Colo |
Colp |
Colq |
Cols |
Colt |
Colu |
Colv |
Colw |
Coly |
Colz
Die Liste der Biografien führt alle Personen auf, die in der deutschsprachigen Wikipedia einen Artikel haben. Dieses ist eine Teilliste mit 28 Einträgen von Personen, deren Namen mit den Buchstaben „Cols“ beginnt.

## Cols
- Cols i Puig, Domènec (1928–2011), katalanischer katholischer Priester, Organist und Komponist

### Colsa
- Colsa, Gonzalo (* 1979), spanischer Fußballspieler
- Colsaerts, Nicolas (* 1982), belgischer Golfsportler

### Colsh
- Colshorn, Hermann (1853–1931), deutscher Politiker (DHP), MdR
- Colshorn, Theodor (1821–1896), deutscher Lehrer und Schriftsteller

### Colsm
- Colsman, Adalbert (1839–1917), deutscher Unternehmer und Mäzen
- Colsman, Adalbert (1886–1978), deutscher Unternehmer und Kunstmäzen
- Colsman, Alfred (1873–1955), deutscher Ingenieur und Manager
- Colsman, Hans (1896–1977), deutscher Unternehmer
- Colsman, Peter Lucas (1734–1808), deutscher Seidenfabrikant
- Colsman, Rolf (1931–2010), deutscher Unternehmer
- Colsman, Sophie (1847–1927), deutsche Philanthropin
- Colsman-Freyberger, Carl (1898–1983), deutscher Politiker (CDU), MdL

### Colso
- Colson, Charles (1931–2012), US-amerikanischer Jurist, Berater von US-Präsident Richard Nixon
- Colson, Christian, britischer Filmproduzent
- Colson, David Grant (1861–1904), US-amerikanischer Politiker
- Colson, Edmund (1881–1950), Entdeckungsreisender in Australien
- Colson, Jeremy (* 1976), US-amerikanischer Schlagzeuger
- Colson, John (1680–1760), britischer Mathematiker
- Colson, Osborne (1916–2006), kanadischer Eiskunstläufer
- Colson, Sam (* 1951), US-amerikanischer Speerwerfer
- Colson, Steve (* 1949), US-amerikanischer Jazzpianist, Arrangeur, Komponist und Musikpädagoge
- Colson, Tibo (* 2000), belgischer Tennisspieler

### Colst
- Colston, Edward (1636–1721), britischer Unternehmer, Sklavenhändler und PolitikerEdward Colston (1636–1721)

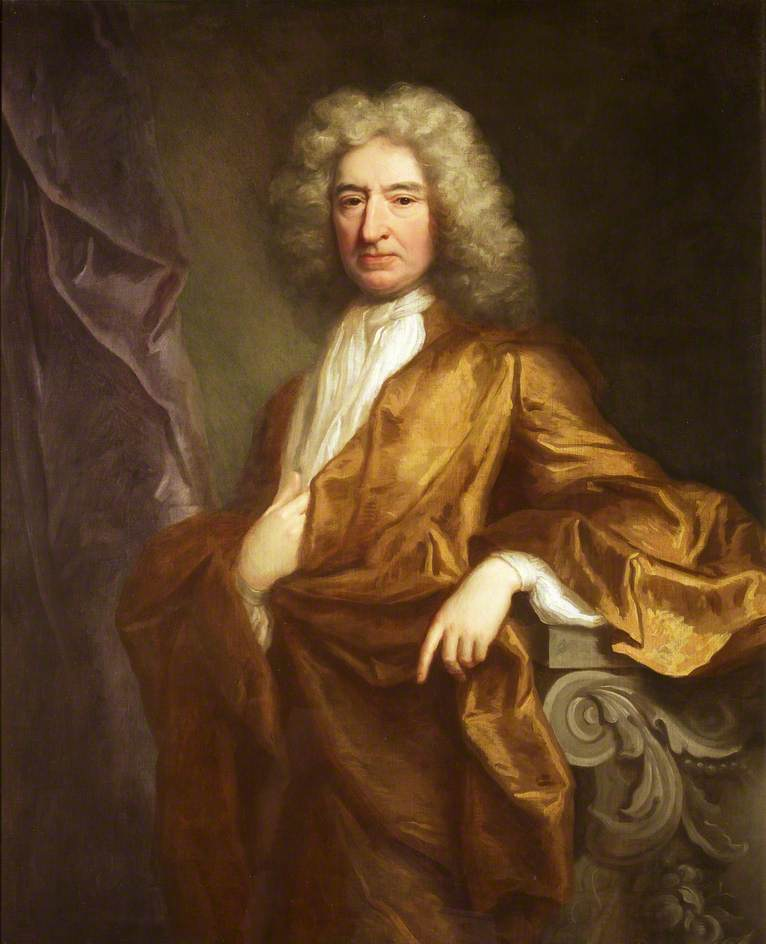
Edward Colston (1636–1721)

- Colston, Edward (1786–1852), US-amerikanischer Politiker
- Colston, Marques (* 1983), US-amerikanischer American-Football-Spieler
- Colston, Peter (* 1935), britischer Ornithologe
- Colston, Raleigh Edward (1825–1896), General der Konföderierten Staaten von Amerika im Amerikanischen Bürgerkrieg